# Cotorreta dels tepuis
La cotorreta dels tepuis (Nannopsittaca panychlora) és una espècie d'ocell de la família dels psitàcids que habita la selva humida, localment al sud i nord-est de Veneçuela i oest de Guyana.